# Sascha Meier
Sascha Meier (* 26. Oktober 1997 in Kassel) ist ein deutscher Politiker (Bündnis 90/Die Grünen). Seit 2024 ist er Abgeordneter im Hessischen Landtag.

## Leben
Sascha Meier absolvierte nach dem Schulbesuch mit Abitur am Gymnasium Marianum in Warburg ein duales BWL-Studium im Lebensmitteleinzelhandel, das er 2018 mit dem Abschluss des Kaufmanns im Einzelhandel und 2019 mit dem Bachelorabschluss an der hessischen Berufsakademie Frankfurt beendete. Anschließend arbeitete er in unterschiedlichen Märkten der REWE-Gruppe, zuletzt als stellvertretender Marktleiter in Kassel.

## Partei und Politik
Meier gehörte von 2018 bis 2020 dem Landesvorstand der Grünen Jugend Hessen, zeitweilig als dessen Vorsitzender an. Im Grünen Landesverband war er von 2019 bis 2022 Mitglied im erweiterten Landesvorstand. Von Oktober 2016 bis Oktober 2022 war er Teil des Kreisvorstandes von Bündnis 90/Die Grünen Offenbach. Seit September 2024 ist er Mitglied im Kreisvorstand von Bündnis 90/Die Grünen im Landkreis Kassel
In Offenbach am Main war Sascha Meier von 2021 bis März 2023 Mitglied der Stadtverordnetenversammlung.
Bei der Landtagswahl in Hessen 2023 kandidierte er nach einem Umzug im Wahlkreis Kassel-Land I und zog über die Landesliste in den Hessischen Landtag ein. Dort ist Meier Mitglied im Kultus- sowie im Haushaltsausschuss. Nach der Einsetzung des Untersuchungsausschusses um die Entlassung der Staatssekretärin Lamia Massari-Becker (UNA Entlassungsaffäre Mansoori/ UNA 21/2) ist er seit September 2024 auch Mitglied des Untersuchungsausschusses. Darüber hinaus gehört er als Schriftführer dem Ältestenrat des Landtages an und sitzt im Kuratorium der hessischen Landeszentrale für politische Bildung. In der Enquetekommission „Demokratie und Teilhabe leben - Beteiligung junger Menschen stärken“ ist er stellv. Mitglied seiner Fraktion.
Meier ist Sprecher für berufliche und politische Bildung seiner Fraktion sowie Sprecher für weiterführende Schulen. Darüber hinaus ist er zuständig für Haushalt- und Finanzpolitik.
Sascha Meier ist der jüngste Abgeordnete, der in der 21. Wahlperiode im Landtag vertreten ist.